# ناتالی...
ناتالی… (انگلیسی: Nathalie...) فیلمی درام به کارگردانی آن فونتن محصول سال ۲۰۰۳ کشور فرانسه و اسپانیا است.

## بازیگران
- فنی اردان در نقش کاترین
- ژرار دوپاردیو در نقش برنارد
- امانوئل بئار در نقش ناتالی / مارلن
- ولادیمیر یوردانف در نقش فرانسیس
- جودیت مگره در نقش مادر کاترین